# Agathon-Jules-Joseph Deligne
Agathon-Jules-Joseph Deligne, francoski general, * 17. januar 1890, † 17. februar 1961.